# Liste des institutions russes blanches en France
La liste des institutions russes blanches en France contient les noms des principales institutions créées, après la Révolution russe, pour venir en aide aux Russes blancs réfugiés en France. Fondées par des membres de l'ancienne aristocratie russe ou de la classe politique de l'ancien Empire, la plupart de ces institutions ont disparu dès les années 1930, mais certaines subsistent encore.

## Principales institutions russes blanches en France

### En Île-de-France

#### Lycée russe de Neuilly
Le lycée russe de Neuilly (Rousskaya gymnasia) est fondé en 1921 par Marie Maklakov, sœur de l'ancien ambassadeur russe Vassili Maklakov. Payant, il est le seul établissement russe à fournir une équivalence du baccalauréat français et accueille jusqu'à une cinquantaine de garçons. Il disparaît en 1961.

#### Internat russe du Pecq
L'asile pour enfants russes du Pecq est un orphelinat fondé en 1924 pour accueillir de jeunes réfugiés russes blancs. Placé sous le patronage d'Hélène Vladimirovna de Russie, épouse du prince Nicolas de Grèce, l'asile est bâti sur un terrain acquis par la grande-duchesse près de Saint-Germain-en-Laye. 
Dirigé par le général Nicolaïeff et son épouse, l'orphelinat accueille, à son apogée, une cinquantaine d'enfants des deux sexes. Il abrite, par ailleurs, l'une des deux premières écoles russes de France.

#### Maison Russe et cimetière russe de Sainte-Geneviève-des-Bois

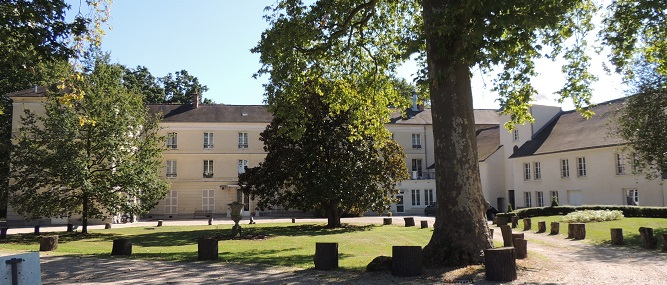
Vue de la Maison Russe, à Sainte-Geneviève-des-Bois.

Au début des années 1920, la princesse Vera Mestchersky, fille d'un diplomate russe, fonde une finishing school à Auteuil. L'une des pensionnaires de l'école, lady Dorothy Paget, se prend d'affection pour la princesse et lui propose de financer la création d'une maison de retraite destinée à accueillir des réfugiés russes âgés. En 1926, les deux femmes font l'acquisition de la demeure de la Cossonnerie, située à Sainte-Geneviève-des-Bois. Très vite, l'établissement, baptisé « la Maison Russe », accueille 180 pensionnaires issus de l'aristocratie russe. Il n'en abrite plus qu'une quarantaine dans les années 1990. 
Au fil des années, un cimetière et une église orthodoxe se sont développés non loin de la Maison Russe.

#### Internat russe de Brunoy puis de Quincy
Fondé par la princesse Irène Paley, épouse du prince Théodore de Russie, l'internat russe de Brunoy voit le jour en 1925. Installé dans une demeure louée par la princesse, l'institution accueille, au départ, une douzaine de filles de réfugiés. Au fil des années, l'internat accueille davantage d'enfants, ce qui oblige la princesse à louer un bâtiment complémentaire. 
Au début des années 1930, le comte Hubert de Monbrison fait don à la princesse du château Leroy de Quincy-sous-Sénart, pour y déménager son internat. L'école ferme finalement ses portes en septembre 1939.

#### Internat Saint-Georges (Paris et Meudon)
En novembre 1920, à la suite de la défaite de l'Armée Blanche du général Wrangel en Crimée, a lieu un exode d'environ 150 000 personnes, qui quittent ce territoire en bateau par le port de Sébastopol afin de rejoindre Constantinople. De nombreux exilés russes se retrouvent ainsi dans la misère et le désarroi. 
Le père Louis Baille, Jésuite de Constantinople, veut alors venir en aide aux enfants des émigrés russes et crée, le 1er avril 1921, l'Internat Saint-Georges. Celui-ci déménage en mars 1923, d'abord à Namur (Belgique), puis, en 1940, rue Raynouard (16e arrondissement de Paris). En 1946, l'Internat Saint-Georges s'installe définitivement au potager du Dauphin, 15 rue de Porto-Riche à Meudon (de nos jours les Hauts-de-Seine), dans une belle demeure avec un grand parc d'environ 15 000 m². Une chapelle y est construite et décorée dans le style byzantin par le père Egon Sendler. En effet, les Jésuites de l'Internat, qui pour la plupart parlaient russe, sont des catholiques mais de rite byzantin. Les cours sont dispensés en français, mais parler russe est obligatoire à table. Hormis les enfants issus de l'émigration russe, l'établissement accueille également quelques jeunes « externes » français, qui apprennent la langue russe dès la 6e. L'enseignement va alors de la primaire à la fin de la 3e. Pendant la période d'été, un camp est organisé à Publier (Haute-Savoie) au chalet Darbon. Cet internat ferme progressivement ses portes et se transforme peu à peu, à partir de 1968, en Centre d'études russes. Le potager du Dauphin est racheté par la ville de Meudon en 2002.

### En Provence

#### École Alexandrino de Nice
Créée à Nice en 1925, l'école Alexandrino est placée sous le patronage du grand-duc André Vladimirovitch de Russie. Accueillant une cinquantaine d'élèves, l'école est désaffectée en 1934,.

#### Internat russe de Cannes
Fondé en 1917, il est d'abord situé à la villa Baron, propriété de la grande-duchesse Anastasia Mikhaïlovna de Russie, puis, à partir de 1935, à la villa Kazbek, demeure de la comtesse de Torby. Présidé par le prince Pierre Galitzine, l'internat ferme ses portes pendant la Seconde Guerre mondiale.

### Dans le Béarn et au Pays-Basque

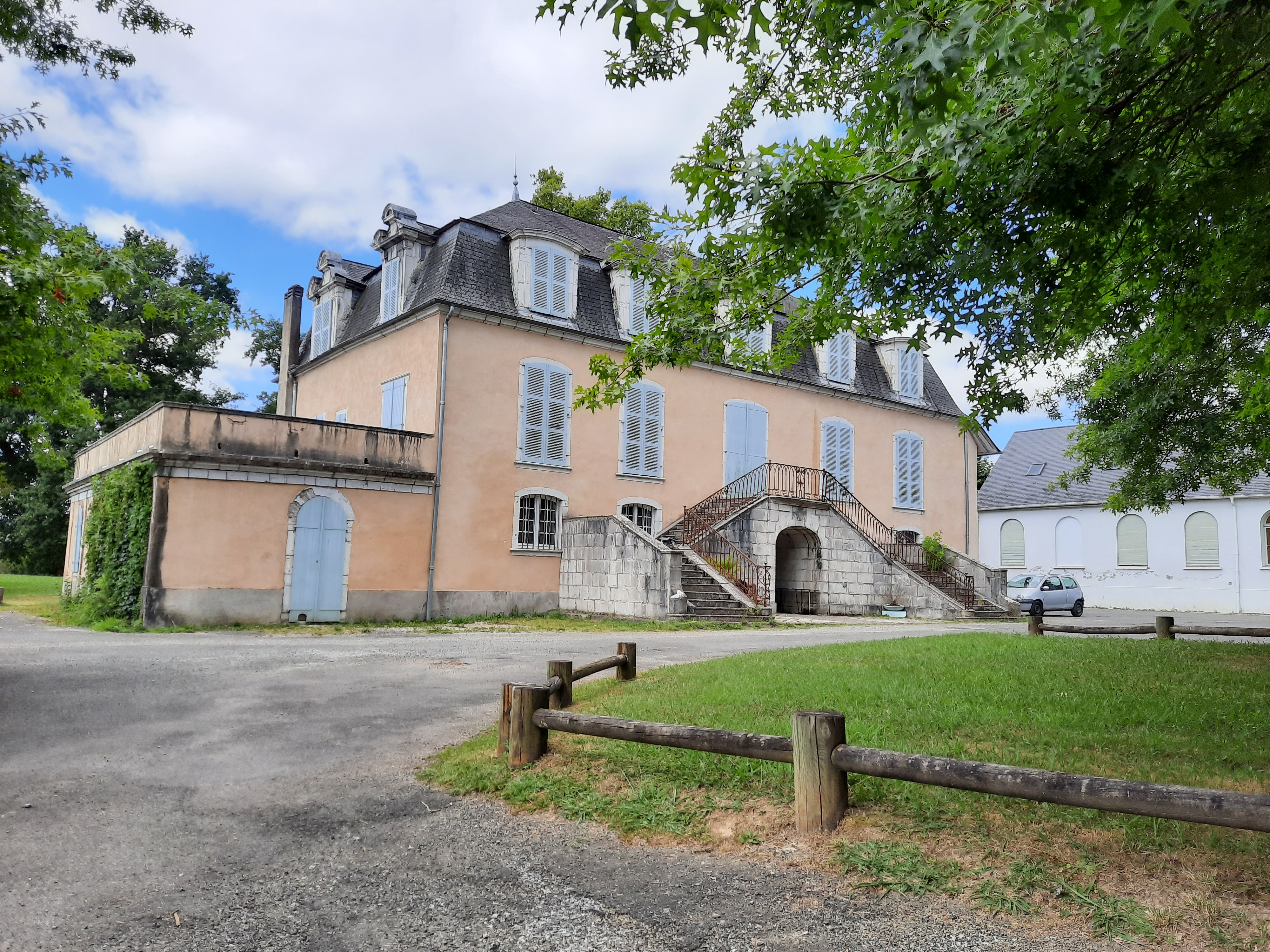
Vue du château de Mosqueros, qui abritait la Maison de l'Enfant russe (juillet 2020).

#### Maison de l'Enfant russe de Salies-de-Béarn
Située dans le château de Mosqueros, à Salies-de-Béarn, la Maison de l'Enfant russe est créée par le duc Alexandre de Lechtenberg et son épouse dans le but d'offrir des soins médicaux, une bonne alimentation et un environnement sain à de jeunes Russes blancs durant les vacances estivales. Créée en 1929, l'institution perdure jusqu'en 1964.